# Маркгрьонинген
Маркгрьонинген (на немски: Markgröningen) е град в район Лудвигсбург в Баден-Вюртемберг, Германия с 14 261 жители (към 31 декември 2012).
Намира се на 9 км западно от град Лудвигсбург и на почти 20 км северозападно от Щутгарт. Преди се казвал Грюнинген (Grüningen).
През 779 г. Маркгрьонинген е споменат като Груонинга (Gruoninga) за пръв път в документ за дарение за манастир Фулда.